# Metropolia iwanowska
Metropolia iwanowska – jedna z metropolii Rosyjskiego Kościoła Prawosławnego. W jej skład wchodzą trzy eparchie: eparchia iwanowo-wozniesieńska, eparchia szujska oraz eparchia kineszemska. Obejmuje terytorium obwodu iwanowskiego.
Erygowana przez Święty Synod Rosyjskiego Kościoła Prawosławnego na posiedzeniu w dniu 7 czerwca 2012. Jej pierwszym ordynariuszem został biskup iwanowo-wozniesieński i wiczugski Józef (Makiedonow).